# Jim Douglas (jazzmusicus)
Jim Douglas (Gifford, 13 mei 1942) is een Schotse gitarist en banjospeler in de traditionele jazz. Hij speelt swing.
Douglas speelde bij de Clyde Valley Stompers en was vanaf het midden van de jaren zestig lid van de band van Alex Welsh, waarmee hij onder meer Henry Allen, Earl Hines en Ruby Braff begeleidde. Nadat de band was opgedoekt speelde hij bij andere traditionele jazzbands. Douglas is te horen op opnames van onder meer John Barnes, Patrick Halcox en de Great British Jazz Band.